# 齊格爾河
50°1′45.14″N 9°39′9.13″E / 50.0292056°N 9.6525361°E

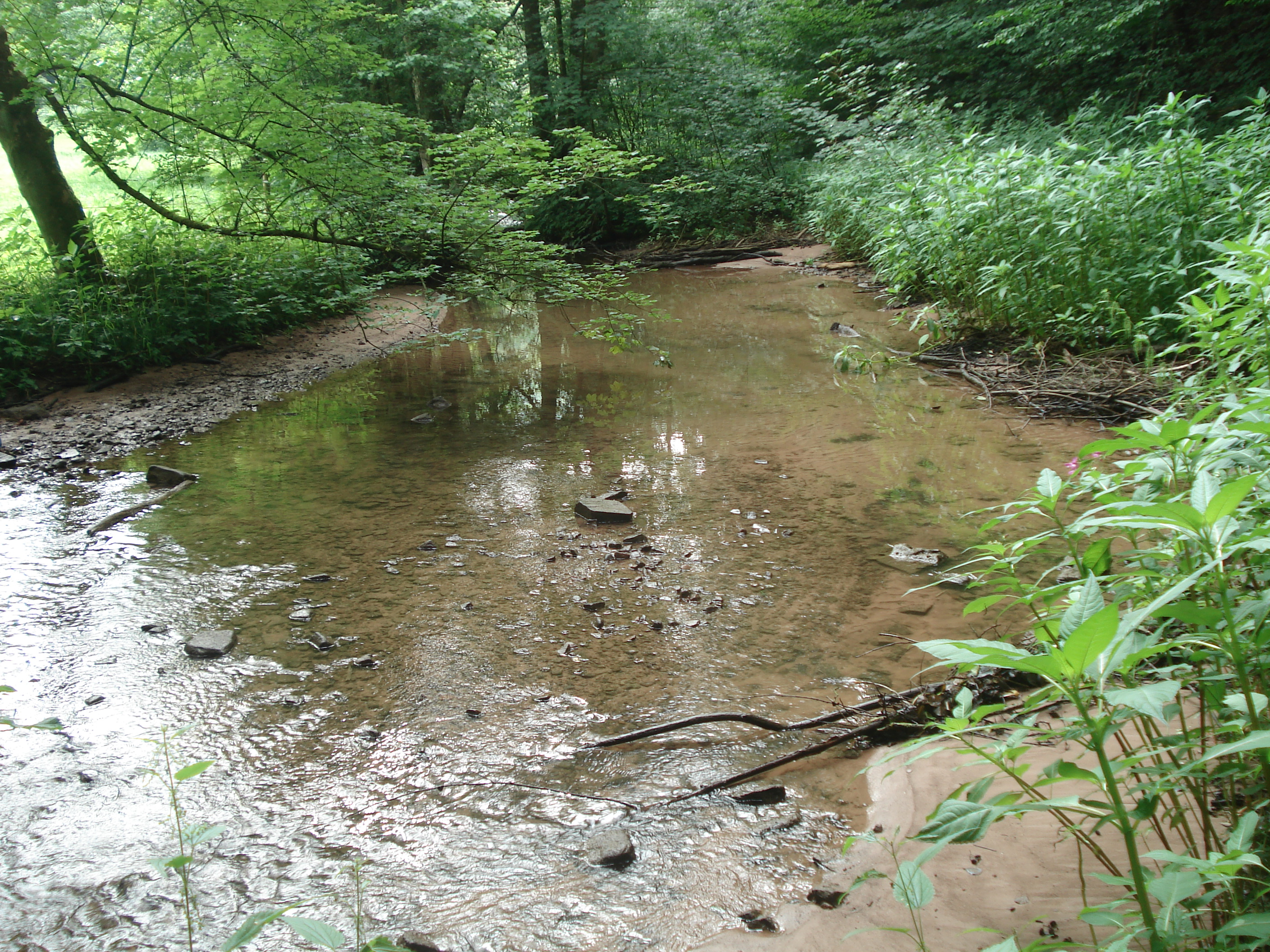

齊格爾河（德語：Ziegelbach）是德國巴伐利亚州的河流，位於該國東南部，屬於美因河的左支流，河道全長5.4公里，流經美因-施佩萨特县。